# 甲駅
甲駅（かぶとえき）は、石川県鳳珠郡穴水町甲にあったのと鉄道能登線の駅である。2005年、能登線の廃線により廃駅となった。かつての急行停車駅。
廃止時点では無人駅であったが、タブレット閉塞時代は有人駅であった。ブロック積みのしっかりとした駅舎があり、また自動券売機の設置もあった。
構内の側線にオユ10形2565号が保存されていたが、廃駅を控えた2004年11月に能登中島駅に移された。

## 歴史
- 1959年（昭和34年）6月15日：日本国有鉄道（国鉄）能登線の駅として開業[1]。
- 1984年（昭和59年）2月1日：荷物扱い廃止[1]。
- 1987年（昭和62年）4月1日：国鉄分割民営化により西日本旅客鉄道に承継される[1]。
- 1988年（昭和63年）3月25日：のと鉄道への転換により同社能登線の駅となる[1]。
- 1995年（平成7年）11月15日：無人駅化[2]。
- 2004年（平成16年）11月17日：構内に保存されていた郵便車（オユ10形）が能登中島駅に移される。
- 2005年（平成17年）4月1日：能登線廃線に伴い廃駅。

## 駅構造

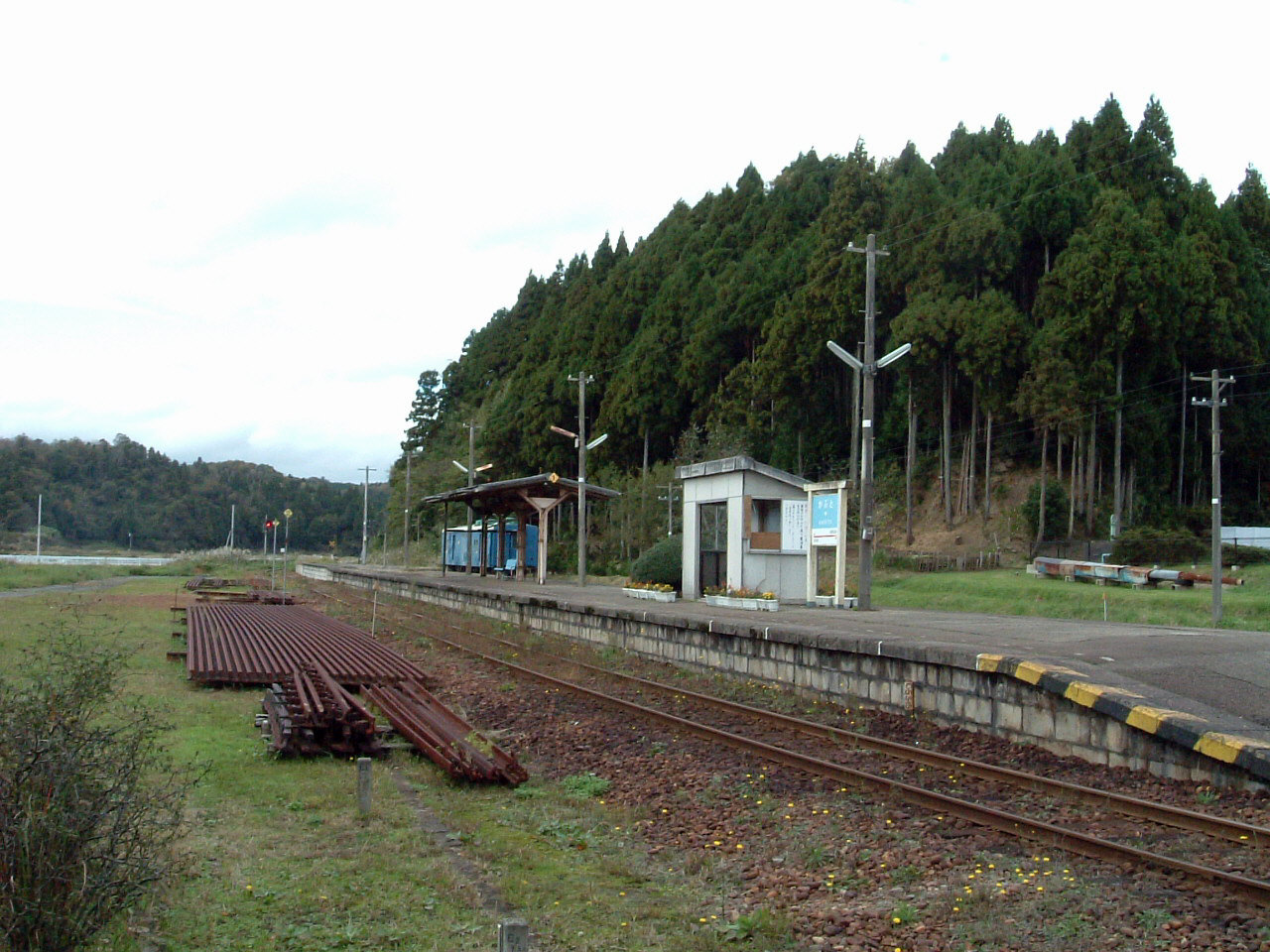
構内（2004年11月。上屋の奥に郵便車〈オユ10形〉が写る）

島式ホーム1面2線を持つ地上駅で、ホームの両側に側線を有する駅であった。末期は郵便車（オユ10形）の静態保存に転用した側線を除くすべての側線が撤去され、跡地はレールなどの資材置き場として使われた。当駅は駅舎を併設する駅であったが、駅舎とホームの間は構内踏切で結ばれていた。

## 駅周辺
- 公立穴水総合病院 兜診療所
- 甲公民館
- 甲郵便局
- かあさんの学校食堂（旧・穴水町立兜小学校。2008年、向洋小学校へ統合）

## 隣の駅
のと鉄道
能登線
鹿波駅 - 甲駅 - 沖波駅

### 「かぶと」と読む他の駅
- 兜駅 - 阿武隈急行線の駅。
- 加太駅 - JR西日本関西本線の駅。